# ماهر ياسين الفحل
ماهر ياسين فحل الهيتي هو أبرز علماء الحديث الحاليين في العراق مِن أهل السنَّة والجماعة، يتولى الآن مشيخة دار الحديث العراقية.
ولد في 12 كانون الثاني 1971 الموافق 15 ذي القعدة 1390 للهجرة.
تخرج من كلية العلوم الاسلامية في جامعة بغداد عام 1994 وقبل في الدراسات العليا في الجامعة الإسلامية عام 1996 ونال شهادة الماجستير في الفقه المقارن عن رسالته الموسومة «أثر علل الحديث في اختلاف الفقهاء» في عام 1999، ثم التحق بمرحلة الدكتوراه في العام ذاته وحصل على شهادة الدكتوراه عام 2002 عن رسالته الموسومة «اختلاف الأسانيد والمتون في اختلاف الفقهاء».

## مروياته
يروي الشيخ ماهر الفحل مجموعة من الكتب المسندة مِن أمهات الكتب وغيرها، ومنها:
الموطأ
وأما صحيح البخاري
صحيح مسلم
جامع الترمذي
سنن النسائي
سنن ابن ماجه
سنن الدارمي
سنن الدارقطني
سنن البيهقي
مسند الإمام أحمد
مختصر المختصر لابن خزيمة
صحيح الحاكم
مسند الإمام الشافعي
جامع المسانيد لأبي حنيفة
تفسير الطبري
تفسير ابن كثير
تفسير الجلالين

## مؤلفاته وتحقيقاته
1. أثر علل الحديث في اختلاف الفقهاء [2]
2. تحقيق فتح الباقي لزكريا الأنصاري في مجلدين
3. تحقيق شرح التبصرة والتذكرة للعراقي في مجلدين
4. تحقيق معرفة أنواع علم الحديث لابن الصلاح
5. تحقيق مسند الشافعي بترتيب سنجر في أربعة أجزاء
6. تحقيق أسباب النـزول للواحدي
7. تحقيق رياض الصالحين للنووي
8. وقفات للمسلمين والمسلمات
9. تحقيق شمائل النبي للإمام الترمذي
10. زيادة الثقة وأثرها في الفقه الإسلامي
11. تحقيق الهداية للكلوذاني
12. أثر اختلاف الأسانيد والمتون في اختلاف الفقهاء
13. تحقيق جامع العلوم والحكم
14. تحقيق كتاب الرسالة للإمام الشافعي
15. كشف الإيهام فيما تضمنه تحرير التقريب من الأوهام
16. حرمة المسلم على المسلم، وهو مقرر على طلبة كلية العلوم الإسلامية في جامعة الأنبار.
17. المنتخب من صحيح السنة النبوية، وهو مقرر على طلبة كلية العلوم الإسلامية في جامعة الأنبار.
18. تحقيق مختصر المختصر في ستة مجلدات
19. ذيل مختصر المختصر
20. تباين منهج المتقدمين في التصحيح والتعليل
21. محاضرات في علوم الحديث
22. لا تحريم بإرضاع الكبير
23. التبيان في تخطئة من قال برفع اليدين بين السجدتين
24. خطورة التقول على الله بغير علم
25. بيان أن تحريك الأصبع في الصلاة ليس بسنة
26. الجامع في العلل والفوائد في خمس مجلدات
27. الكفاية في معرفة أصول علم الرواية في مجلدين
28. النكت الوفية بما في شرح الألفية للبقاعي
29. رفع اليدين في الصلاة
30. تحـقيق صحيح البخاري، ذو خمس مجلدات، صدر من دار ابـن الجـوزي
31. النكت على كتاب ابن الصلاح ونكت العراقي، مجلد واحد, من دار الميمان.

## روابط خارجية
- تحميل بعض مؤلفات الدكتور ماهر ياسين الفحل من موقع صيد الفوائد.